# Тригер (електроника)
Тригерът (от английски: trigger – спусък) е логическа схема с две устойчиви състояния, която преминава от едното в другото под въздействието на външен сигнал. Тригерът може да стои произволно дълго в едно от двете състояния, а преминаването в другото състояние става много бързо, със скок. Тригерът е последователна логическа схема, тоест схема с памет.
Обикновено изходът на един тригер се означава с Q и състоянието му се отъждествява с това на тригера. Освен основния („прав“) изход, един тригер може да притежава и втори изход – Q („инверсен“), чието състояние е обратно (в логически смисъл) на състоянието на основния. Тригерите са основни звена в броячи, регистри и др.
В зависимост от начина на въздействие на входните сигнали, тригерите се делят на два основни типа: асинхронни (latch) и синхронни (тактово управляеми) тригери.

## Видове тригери

### Асинхронни тригери
При тях информационните сигнали въздействат върху състоянието на тригера непосредствено при появяването си.

### Синхронни тригери
Имат допълнителен тактов вход, който се бележи с C (от англ. clock – часовник), чийто сигнал установява тригера в съответствие с входните сигнали, които въздействат. Съществуват три типа синхронни тригери:

#### С управление по ниво на сигнал
Състоянието на тригера може да се промени през цялото време, докато логическото ниво на тактовия вход е активно. Този тип тригер се нарича още статичен синхронен тригер. Обикновено при тях тактовият сигнал се бележи с E (от англ. enable – разреши)

#### С управление по фронт на сигнал
Превключват се само по време на активния преход на синхронния сигнал (0 – 1 или 1 – 0). Тригери от този тип се наричат динамични или тригери с динамичен вход.

#### Двустъпални тригери
При активно ниво на синхронния сигнал първото стъпало приема входното въздействие, като второто стъпало е забранено. При преминаване на сигнала в неактивно ниво информацията от първото стъпало се прехвърля във второто. Наричат се още тригери от тип „управляващ-управляван“ (англ. Master-Slave)

## RS тригери
RS тригера има два входа. Единият е за установяване S (англ. Set), а другият е за нулиране R (англ. Reset)

### RS тригер, реализиран слогически елемент„ИЛИ-НЕ“
Ако {\displaystyle R=S=0}, тригерът запазва състоянието си, до което се е намирал дотогава. Ако {\displaystyle R=S=1}, двата изхода престават да бъдат взаимноинверсни и се установяват в нула. Състоянието на тригера е неопределимо, затова тази комбинация е забранена.
| S | R | Q  | {\displaystyle {\bar {Q}}} |
| - | - | -- | -------------------------- |
| 0 | 0 | НП | НП                         |
| 0 | 1 | 0  | 1                          |
| 1 | 0 | 1  | 0                          |
| 1 | 1 | *  | *                          |

НП – няма промяна; * – забранена комбинация

### RS тригер, реализиран с логически елемент „И-НЕ“
Разликата спрямо тригера, реализиран с „ИЛИ-НЕ“, е в това, че активните нива на входните сигнали са логически „0“, тоест тригерът се установява в логическа „1“, когато {\displaystyle S=0}, и се нулира, когато {\displaystyle R=0}. В този случай двата изхода се установяват в логическа „1“ и тригерът е в неопределено състояние.
| {\displaystyle {\bar {S}}} | {\displaystyle {\bar {R}}} | Q  | {\displaystyle {\bar {Q}}} |
| -------------------------- | -------------------------- | -- | -------------------------- |
| 0                          | 0                          | *  | *                          |
| 0                          | 1                          | 1  | 0                          |
| 1                          | 0                          | 0  | 1                          |
| 1                          | 1                          | НП | НП                         |

НП – няма промяна; * – забранена комбинация

### Разрешаван RS тригер
Получава се от асинхронния тригер, реализиран с „И-НЕ“, чрез включване на входовете му елементи „И-НЕ“. Тригерът притежава разрешаващ вход Е. Когато {\displaystyle E=1}, входните въздействия се пропускат към основния тригер. Когато {\displaystyle E=0}, входните въздействия не виляят на основния тригер.

### RS тригер управляван от фронт на сигнал
Във входа Е на разрешавания RS тригер се включва детектор на фронт. Той формира кратък импулс по предния фронт на синхронизиращия сигнал. Продължителността на този импулс е приблизително равна на закъснението в инвертора. Така формираният тригер с динамичен вход е нечувствителен към статичните нива на входа на такта С.

### RS тригер от тип управляващ-управляван
Управляващият тригер възприема входните въздействия винаги при {\displaystyle C=1}, а когато {\displaystyle C=0}, информацията от изхода на управляващия се прехвърля в управлявания. Така в изхода на тригера се фиксира състоянието преди спадащия фронт на тактовия сигнал. Ако първото стъпало на тригера е тригер от динамичен тип, двустъпалният тригер е с по-висока шумоустойчивост.

## JK тригер
JK тригерът е от динамичен тип. Има два входа: J установява тригера в логическа „1“, а K – в логическа „0“. JK тригера има и един нулиращ вход C. Действието на JK тригера е подобно на това на RS с тази разлика, че е премахната неопределеността в състоянието му при едновременното активизиране на двата информационни входа. При {\displaystyle J=K=1} всеки тактов импулс променя състоянието на тригера в противоположно.
| J | K | Q                              | {\displaystyle {\bar {Q}}} |
| - | - | ------------------------------ | -------------------------- |
| 0 | 0 | НП                             | НП                         |
| 0 | 1 | 0                              | 1                          |
| 1 | 0 | 1                              | 0                          |
| 1 | 1 | {\displaystyle {\bar {Q_{n}}}} | {\displaystyle Q_{n}}      |

НП – няма промяна

## D тригер
D тригерът представлява елементарна клетка памет. Притежава един информационен вход, означен с D (закъснение, от англ. Delay). Логическото ниво на този вход се установява на изхода след постъпване на съответен тактов импулс. Информацията на изхода се получава с един такт закъснение. На основа на D тригера се реализират основните регистърни схеми. Може да бъде получен на основата както на JK, така и на RS тригер. При D тригера състоянието на изхода съвпада със стойността на D.
| D | Q | {\displaystyle {\bar {Q}}} |
| - | - | -------------------------- |
| 0 | 0 | 1                          |
| 1 | 1 | 0                          |

## T тригер
T тригерът е синхронен. Има два входа: T (превключващ, англ. Toggle) и тактов C. Когато на входа Т се подаде логическа „1“, всеки тактов импулс превключва тригера в противоположно състояние. Така входът Т се разглежда като разрешаващ вход. T тригера е делител на тактовата честота на две. Използва се за реализация на броячни схеми. Реализира се по-лесно от останалите типове тригери. Може да бъде получен както от RS, така и от JK тригер.
| T | {\displaystyle Q_{n+1}}        |
| - | ------------------------------ |
| 0 | {\displaystyle Q_{n}}          |
| 1 | {\displaystyle {\bar {Q_{n}}}} |